# Суха-Подуховна
Суха-Подуховна (пол. Sucha Poduchowna) — село в Польщі, у гміні Пйонки Радомського повіту Мазовецького воєводства.
У 1975-1998 роках село належало до Радомського воєводства.